# Egge (Wiehengebirge)

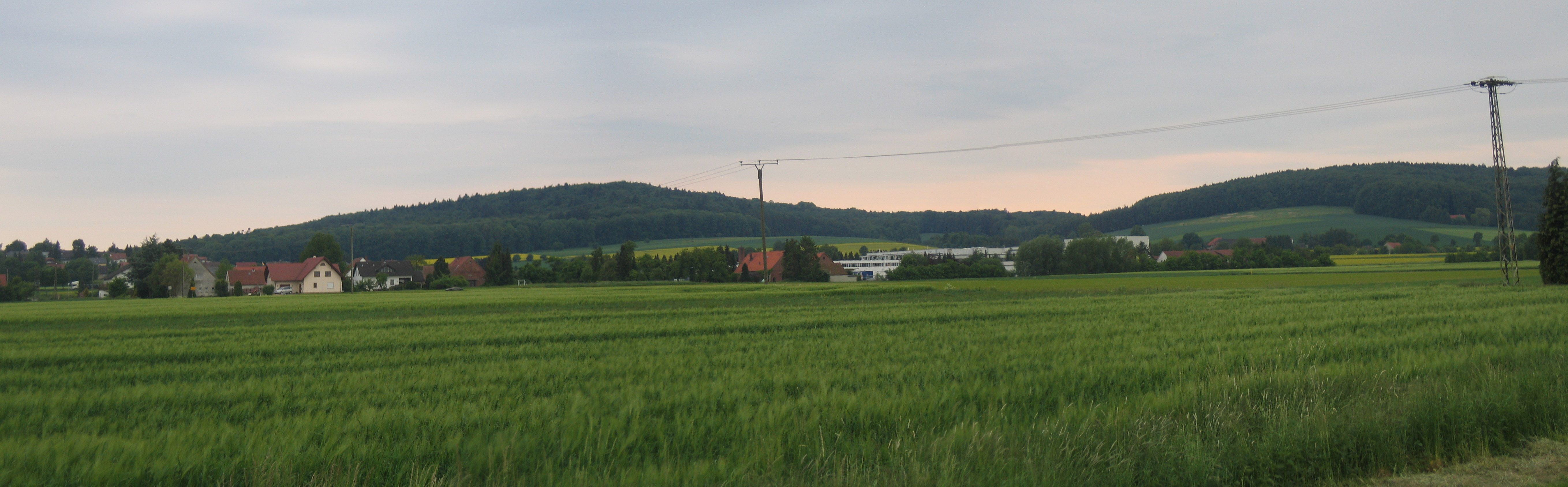
Limberg und Offelter Berg von Süden

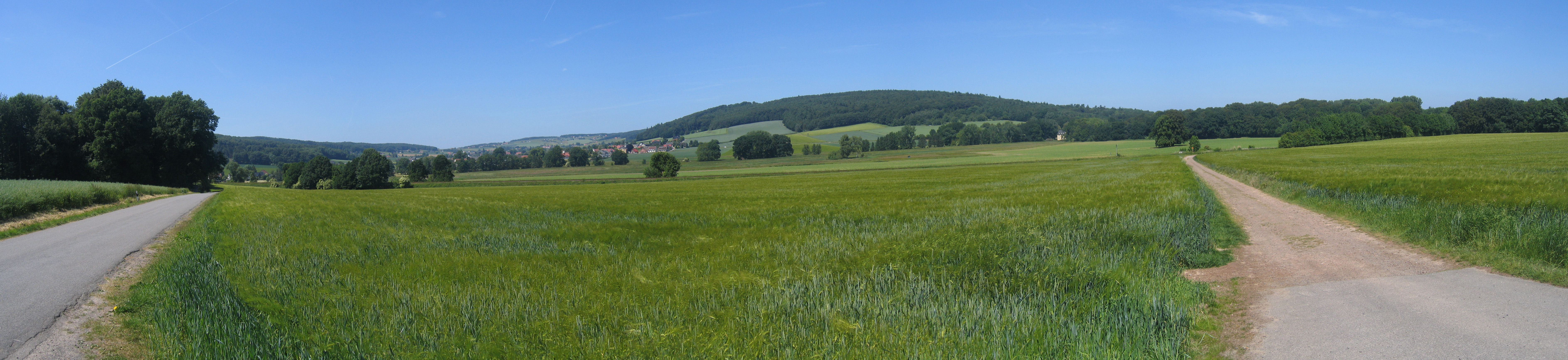
Blick auf die Egge von Glösinghausen; im Vordergrund rechts der Limberg; links davon das Eggetal

Die Egge, ist ein bis 220,2 m ü. NHN hoher und etwa 7 km langer Nebenrücken des Wiehengebirges und Namensgeber für das Eggetal im Landkreis Osnabrück (Niedersachsen) und Kreis Minden-Lübbecke (Nordrhein-Westfalen); rund zwei Drittel der Egge gehören zu Westfalen.

## Geographie

### Lage
Die Egge liegt im Natur- und Geopark TERRA.vita etwa 2 bis 4 km nördlich vom in West-Ost-Richtung verlaufenden Hauptkamm des Wiehengebirges. Sie breitet sich aus zwischen den niedersächsischen Ortschaften Lintorf im Nordwesten und Barkhausen im Westsüdwesten, zwei Ortsteilen von Bad Essen, sowie dem Kernort der nordrhein-westfälischen Stadt Preußisch Oldendorf im Norden, Bad Holzhausen im Osten und dem Preußisch Oldendorfer Stadtteil Börninghausen mit Gut Figenburg im Süden.
Die Landesgrenze von Nordrhein-Westfalen und Niedersachsen teilt den Höhenzug – zusammen mit dem Gebirgspass Durchbruch, über den die Fahrstraße von Preußisch Oldendorf ins Eggetal und nach Bruchmühlen führt.

### Naturräumliche Zuordnung
Die Egge und das Eggetal bilden in der naturräumlichen Haupteinheitengruppe Unteres Weserbergland (Nr. 53) und in der Haupteinheit Wiehengebirge (532) die Untereinheit Oldendorfer Berge (532.1), die sich nördlich an die Untereinheit Östliches Wiehengebirge (532.0) anschließt. Nach Westen über Norden bis Nordosten fällt die Landschaft in die zum Westlichen Lübbecker Lößland zählende Untereinheit Wittlager Lößvorland (533.0) ab, nach Osten leitet sie in die zum Mittleren Lübbecker Lößland gehörende Untereinheit Lübbecker Lößhang (533.2) über; beide Untereinheiten sind Teil der Haupteinheit Lübbecker Lößland (533).

### Erhebungen
Die höchste Stelle der Egge liegt im Westen des Höhenzugs beim Bad Essener Ortsteil Büscherheide. Hier befindet sich beim Flurstück Langer Kamp eine namenlosen Erhebung (220,1 m ü. NHN), die teilweise bewaldet ist und landwirtschaftlich genutzt wird. 1,1 km nordwestlich davon befindet sich der Schwarze Brink (213 m ü. NHN). Nordwestlich von Eininghausen befindet sich eine namenlose Erhebung beim Wiehenturm (202,8 m ü. NHN). Nördlich dieser Ortschaft und ostsüdöstlich des Geisbergs (200,6 m ü. NHN) liegt ein in älteren Karte als „Egge“ bezeichneter Gipfel (198 m ü. NHN). Der Name dieses Gipfels wird im heutigen Sprachgebrauch nur noch selten genutzt; vielmehr hat sich die Bezeichnung „Egge“ auf den gesamten, dem Wiehengebirgshauptkamm vorgelagerten, Höhenzug übertragen.
Im Südosten des Höhenzugs liegt der Limberg (189,1 m ü. NHN) mit der Burgruine Limberg. Westnordwestlich davon breitet sich der Balkenkamp aus, eine entwaldete Hochfläche. Im Osten des Höhenzugs erhebt sich der Offelter Berg (176,6 m ü. NHN). Nordwestlich davon befindet sich das unter der volkstümlichen Bezeichnung „Brümmel“ bekannte Plateau mit dem Kriegerdenkmal Preußisch Oldendorf (~165 m ü. NHN). Bei Lintorf liegt im Nordwesten des Höhenzugs der Steinbrink (143 m ü. NHN). Südsüdwestlich von Preußisch Oldendorf im Norden des Höhenzugs liegt der Linkenberg (126,7 m ü. NHN), an dem sich ein stillgelegter und als paläologisches Bodendenkmal ausgewiesener Steinbruch befindet.
Die Erhebungen der Egge im Überblick:
| Bezeichnung               | Höhe    | Gemeinde            | Anmerkung/Lage |
| ------------------------- | ------- | ------------------- | --- |
| Erhebung bei Büscherheide | 220.2,0 | Bad Essen           | ohne Name; 1 km südöstlich Schwarzer Brink; nordnordwestlich von Büscherheide beim Flurstück Langer Kamp                       |
| Schwarzer Brink           | 213.0,0 | Bad Essen           | mit Reste von drei Kohlezechen; südlich Dahlinghausen                                                                          |
| Erhebung am Wiehenturm    | 202.8,0 | Preußisch Oldendorf | ohne Name; am Wiehenturm; östlich Schwarzer Brink; nordwestlich von Börninghausen-Eininghausen                                 |
| Geisberg                  | 200.6,0 | Bad Essen           | östlich Wiehenturm; nordwestlich von Börninghausen-Eininghausen                                                                |
| Egge                      | 198.0,0 | Preußisch Oldendorf | östlich Wiehenturm; nordnordwestlich von Börninghausen-Eininghausen                                                            |
| Limberg                   | 189.9,0 | Preußisch Oldendorf | mit restaurierter Anlage der Burg Limberg; mit Schloss Crollage; nordöstlich Preußisch Oldendorf-Börninghausen                 |
| Offelter Berg             | 176.6,0 | Preußisch Oldendorf | mit Schwedenschanze; südlich Offelten                                                                                          |
| Brümmel                   | —       | Preußisch Oldendorf | volkstümliche Bezeichnung der Anhöhe/Nordabdachung; mit Kriegerdenkmal Preußisch Oldendorf; südöstlich von Preußisch Oldendorf |
| Steinbrink                | 143.0,0 | Bad Essen           | südlich Lintorf |
| Linkenberg                | 126.7,0 | Preußisch Oldendorf | mit paläontologischen Denkmal, jüdischem Friedhof, Lufttanklager; südlich Preußisch Oldendorf                                  |

### Gewässer
In der Egge entspringt der Große Dieckfluss.
Das Gebiet entwässert einerseits durch den Mühlenbach, den Großen Dieckfluss, den Landwehrbach und den Offelter Bach in die Große Aue. Der Westen des Höhenzuges entwässert durch den Glanebach und den Drücke-Mühlenbach in die Hunte. Unweit des Limbergs liegt der Feuerlöschteich Balkenkamp.

### Bezeichnung
Im norddeutschen Raum werden allgemein langgestreckte Gebirgszüge als „Egge“ bezeichnet. Neben der Bezeichnung Egge für den gesamten Höhenzug trägt den Namen Egge in manchen amtlichen Karten auch ein Gipfel mit 198 m Höhe, der innerhalb des Höhenzugs nördlich von Eininghausen liegt. In der Nähe wird auch der Abschnitt zwischen Neue Mühle und Horst Höhe als Teil des Hauptkamms des Wiehengebirges als „Die Egge“ bezeichnet.
Die Egge wird im Volksmund bekannter auch als Limbergsattel, gelegentlich auch Oldendorfer Vorhöhe altertümlich auch Preußisch Oldendorfer Berg oder Oldendorfer Berge genannt.

## Natur

### Schutzgebiete
Auf dem gesamten niedersächsischen Bereich der Egge liegen Teile des Landschaftsschutzgebiets (LSG) Wiehengebirge und Nördliches Osnabrücker Hügelland (CDDA-Nr. 390425; 2009 ausgewiesen; 288,348 km² groß) und auf dem gesamten nordrhein-westfälischen Bereich solche des LSG Wiehengebirge, Wesergebirge (CDDA-Nr. 555560799; 1971; 49,1049 km²). Im Osten bis Südosten des westfälischen Bereichs liegen das Naturschutzgebiet Limberg und Offelter Berg (CDDA-Nr. 82095; 1935; 1,8584 km²) und das Fauna-Flora-Habitat-Gebiet Limberg (FFH-Nr. 3717-301; 1,727 km²).

### Landschaftsbild
Die Egge ist am steilen Nordhang überwiegend bewaldet; die Waldfläche umfasst rund 1300 Hektar. Während im Norden die Waldgrenze bis teilweise auf 70 m Höhe herunterreicht, ermöglicht der Südhang mit günstig flacher Neigung die Nutzung als Kulturland bis auf durchschnittlich 170 m Höhe, teilweise aber auch über 170 m Höhe hinaus.
Die Erhebungen der Egge haben wie fast alle im Wiehengebirge einen langgestreckten Bergkamm. Diese werden auch Eggen genannt. Diese Eggen sind von den anschließenden Gipfeln nur durch Dören getrennt. Die deutlich ausgebildeten Kämme könnten ihren Namen von der früher geläufigen Bezeichnung Egge für Webkante, Längskante des Leinens, erhalten haben. In den Eggen tritt das harte Gestein (Malm) zutage, das in Steinbrüchen ausgebeutet wurde.
Diese Zergliederung einer weiteren parallelen, schwächer oder gestört ausgebildet gewesenen Egge mit Hartegge und der zentralen Nordegge geringerer Höhe, ermöglichte Abflüsse nach Norden für das 1 km breite Tal zwischen ihr und der südlichen höheren Egge: den Landwehrbach von oberhalb Dahlinghausen und den Großen Dieckfluss mit seinen zufließenden Bächen. Letzterer formte die Oldendorfer Schweiz, ersterer die kleinere Dahlinghauser Schweiz, wie das waldumsäumte Gebiet genannt werden könnte. Beide Schweizen sind mit einer auf 121 m Höhe herab reichenden Talung verbunden – einer kleinen bewaldeten Entsprechung des Eggetals mit einer großen Vielfalt vernetzter Wanderwege in diesem Gebiet der Oldendorfer Vorhöhen.

## Bergbau
In der Egge wurde bei Lintorf an der Oldendorfer Egge Kohlenbergbau betrieben. „Er entstand aus patriotischen Beweggründen unter Führung von Justus Möser. Um 1790 wurden jährlich 16.000 Ringel = 860 Tonnen zu Tage gebracht, was für den Bedarf der nahen ländlichen Umgebung reichte. Anfang des 19. Jahrhunderts ging der Betrieb ein und wurde infolge abseitiger Lage nicht wieder aufgenommen.“
Dies gab ab 1791 zu anfangs vergeblichen Schürfversuchen auf der preußischen Seite des Grenzbaches Landwehrbach Anlass. Erst 1809 und mit nachhaltigem Erfolg 1840 stieß man auf ein lohnendes Flöz, so dass über 50 Arbeiter bei der Zeche „Amalia“ beschäftigt waren. Die Kohle war den Betreibern von Kalköfen der Umgebung willkommen. Eisenstein wurde ebenfalls gefördert. Die nachfolgenden Zechen Rudolph und Rudolph II wurden 1897 stillgelegt und neuerliche Versuche scheiterten endgültig in den Jahren 1916 bis 1921.

## Verkehr, Wandern und Ausflugsziele
Der in der Egge auf 211,1 m Höhe liegende Pass, über den die Kreisstraße 79 zwischen Preußisch Oldendorf im Norden vorbei an Büscherheide nach Eininghausen im Süden führt, liegt in einer künstlich geschaffenen Döre, die 9 m tief in den Fels gehauen wurde. Straße und Döre wurden als Notstandsarbeit in den Jahren 1924 bis 1927 ausgeführt, Gedenktafel. Diese Straßenverbindung, die den historischen Eininghauser Patt ersetzt, Eininghauser Weg heißt und durch die Oldendorfer Schweiz führt, verdeutlicht den Steilanstieg kurz vor der Höhe der Egge. Vom Bad Holzhausener Weiler Landwehr, der zwischen Preußisch Oldendorf und Bad Holzhausen an der Bundesstraße 65 liegt, führt über die westnordwestlich des Limbergs gelegene Hochfläche Balkenkamp eine schmale Straße südwestwärts nach Börninghausen.
Zu den Ausflugszielen der Egge gehören die Burgruine Limberg auf dem Limberg und Wiehenturm, ein nahe der Landesgrenze stehender Aussichtsturm.